# Надтонка взаємодія
Надтонка взаємодія — взаємодія магнітного моменту електрона з магнітними моментами ядер чи магнітних моментів двох ядер у молекулярних частинках, що приводить до появи надтонкої структури в спектрах електронного парамагнітного та ядерного магнітного резонансу.
Hyperfine Interactions — міжнародний журнал, присвячений дослідженням на межі фізики твердого тіла, атомної фізики та ядерної фізики і хімії. Взаємодія атомів, іонів, електронів і ядер з їхнім оточенням у твердих тілах, рідинах, газах, плазмі та спрямованих променях сама по собі становить широку область фізичної науки. Ці взаємодії також обіцяють унікальні інструменти для вивчення поведінки багатьох фізичних, хімічних і біологічних систем.